# Skrbčići
Skrbčići – wieś w Chorwacji, w żupanii primorsko-gorskiej, w mieście Krk. W 2011 roku liczyła 146 mieszkańców.